# 구판장

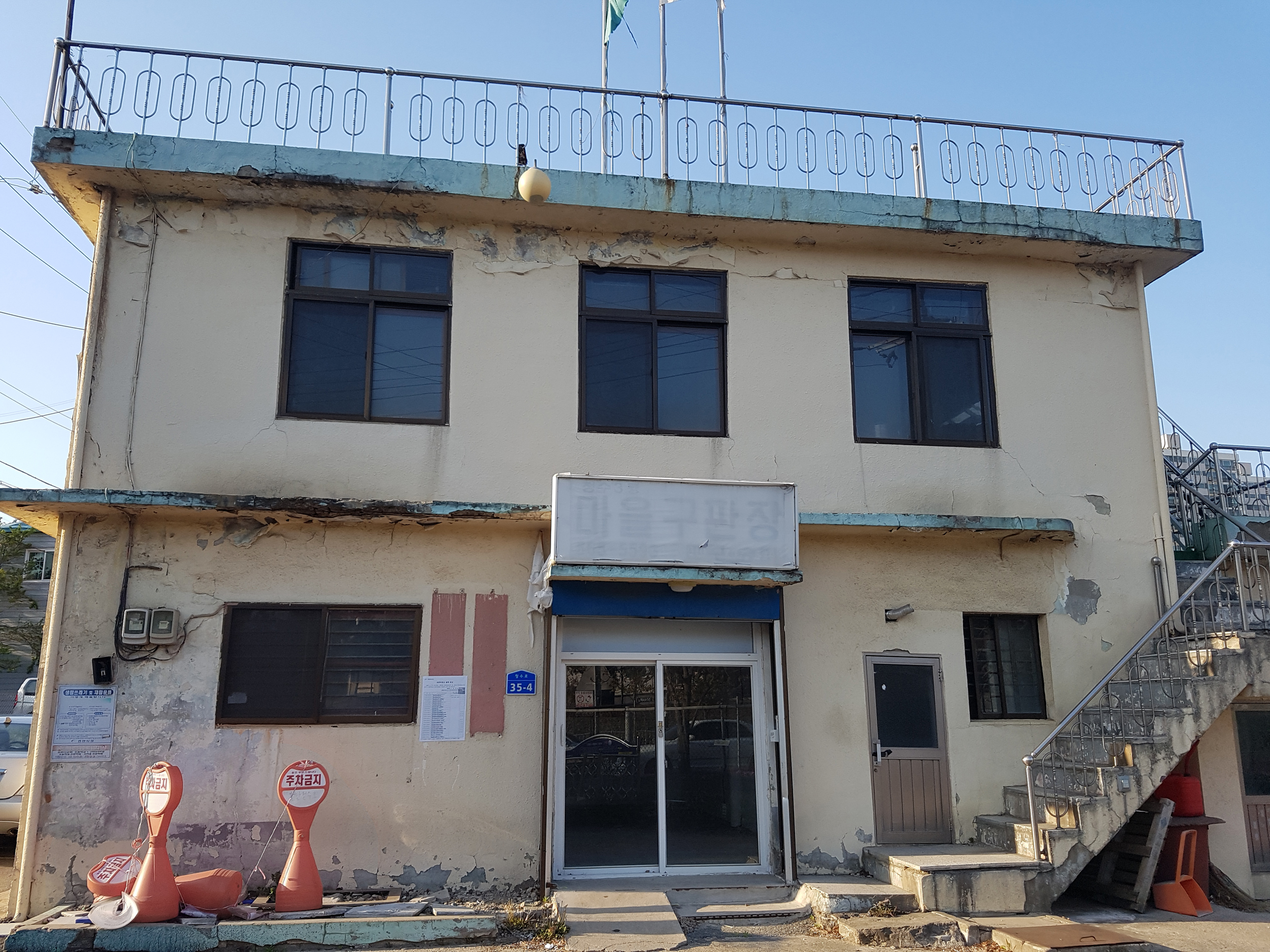
옛 마을공동 구판장

구판장(購販場)은 조합,부녀회 등에서  생활용품 등을 공동으로 사들여 조합원에게 싸게 파는 곳이다. 주로 유통망이 발달하지 않은 1970~80년대 마을 단위에서 운영했다.

## 업종분류
- 업종 대분류: 소매
- 업종 중분류: 종합소매점
- 업종 소분류: 구판장/직판장
- 표준 산업 분류:  기타 음·식료품 위주 종합 소매업